# Cleora particolor
Cleora particolor là một loài bướm đêm trong họ Geometridae.